# Kateretes flavicans
Kateretes flavicans is een keversoort uit de familie bastaardglanskevers (Kateretidae). De wetenschappelijke naam van de soort werd in 1860 gepubliceerd door Léon Marc Herminie Fairmaire.